# Barbara Gaskin
Barbara Gaskin (ur. 5 czerwca 1950 w Hatfield) – angielska piosenkarka, w przeszłości związana ze sceną muzyczną w Canterbury.
Barbara Gaskin od wczesnego dzieciństwa śpiewała a od 10 roku życia uczyła się gry na fortepianie i wiolonczeli. Jako nastolatka uczyła się także gry na gitarze akustycznej i występowała w lokalnych klubach folkowych. W 1969 przeniosła się z Hatfield do Canterbury, aby studiować filozofię i literaturę na Uniwersytecie Kent, ale natychmiast zaangażowała się w działalność sceny muzycznej Canterbury, dołączając jako wokalistka do folkrockowej grupy Spirogyra. W tym samym czasie poznała gitarzystę Steve'a Hillage'a i członków zespołu Caravan oraz Dave'a Stewarta. Występowała gościnnie z zespołem Hatfield and the North. Po rozpadzie Spirogyra podróżowała przez trzy lata po Azji, podążając za swoimi zainteresowaniami filozofią i kulturą Wschodu. Mieszkała w Japonii, na Jawie i Bali, w Indiach. Po powrocie została zaproszona do zespołu Red Roll On jako wokalistka i instrumentalistka klawiszowa. W 1981 z Dave'em Stewartem nagrała przebojowy singiel It's My Party.